# زلاتوست
شهر زلاتوست (به روسی: Златоуст) در کشور روسیه و در اوبلاست چلیابینسک واقع شده‌است.

## نگارخانه

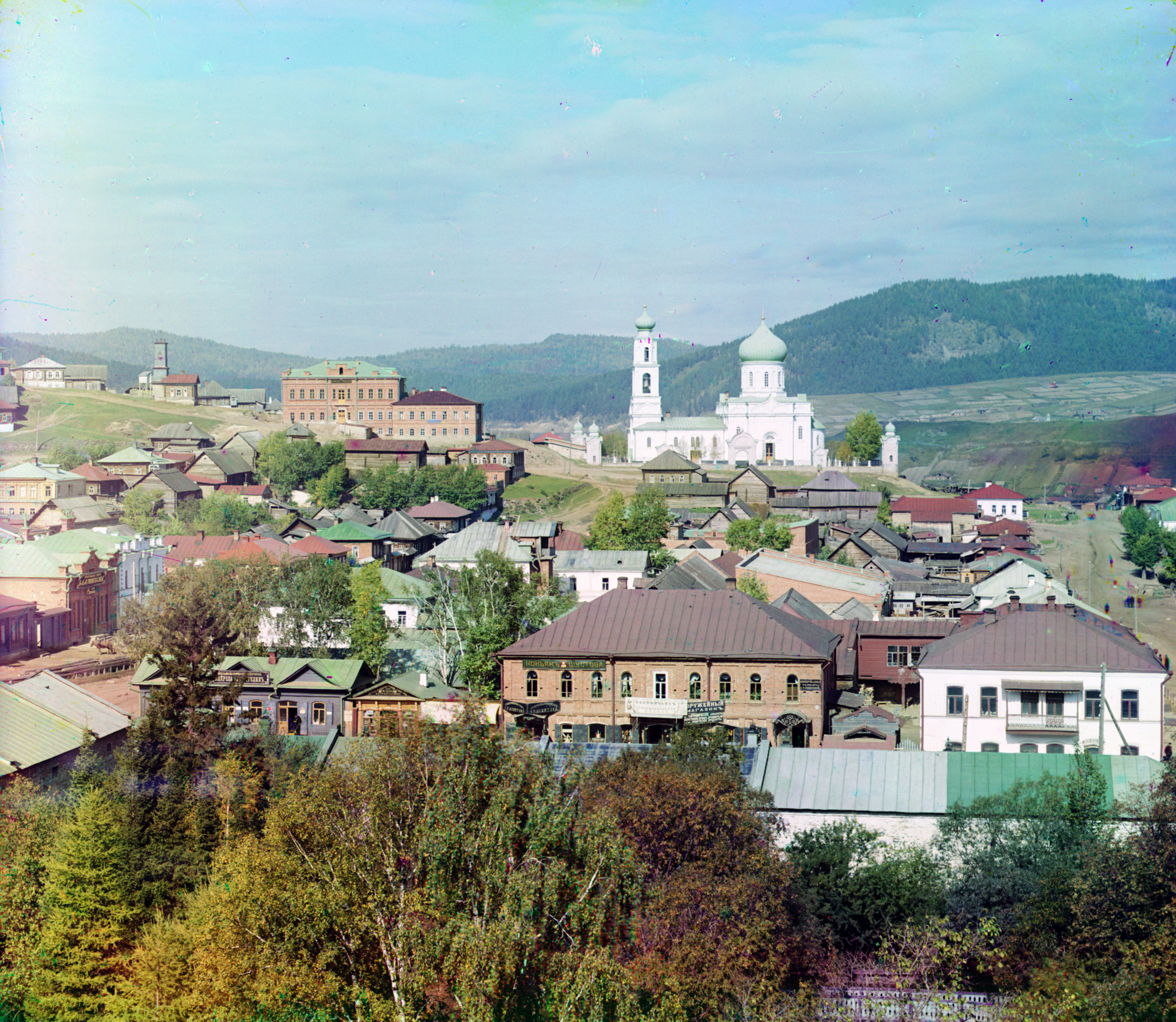